# Мэриленд Террапинс (баскетбол)
Мэриленд Террапинс (англ. Maryland Terrapins) — баскетбольная команда, представляющая Мэрилендский университет в Колледж-Парке в первом баскетбольном мужском дивизионе NCAA. Располагается в Колледж-Парке (штат Мэриленд). «Террапинс» являются одной из команд основателей Конференции Атлантического Побережья, однако 1 июля 2014 года команда вышла из конференции ACC и перешла в конференцию Big Ten. Домашние игры «Террапинс» проводят в «Иксфинити-центре».
Наибольших успехов команда достигла под руководством тренера Гари Уилльямса, который возглавлял «Террапинс» с 1989 по 2011 год. В этот период команда два года подряд выходила в Финал Четырёх, а в 2002 году завоевала чемпионский титул. С 1994 по 2004 год «Террапинс» выходили в турнир NCAA. Уилльямс ушёл в отставку в мае 2011 года, а его место занял Марк Тэджен, возглавлявший до этого университет Техаса A&M.
В 1974 году «Мэриленд Террапинс» участвовали в игре, которую многие считают лучшей игрой в истории Конференции атлантического побережья и одной из лучших в студенческом баскетболе. В этом матче «Террапинс» проиграли будущему чемпиону NCAA университету Северной Каролины со счётом 103:100. Эта игра стала одной из причин для расширения чемпионата NCAA до 32 команд, таким образом в нём могло участвовать более одной команды из конференции. Эта Мэрилендская команда, из которой шесть игроков были выбраны на драфте НБА, считается одной из величайших команд, не принявших участие в турнире NCAA.

## Достижения
- Чемпион NCAA: 2002
- Полуфиналист NCAA: 2001, 2002
- Четвертьфиналист NCAA: 1958, 1973, 1975, 2001, 2002
- 1/8 NCAA: 1958, 1973, 1975, 1980, 1984, 1985, 1994, 1995, 1998, 1999, 2001, 2002, 2003, 2016
- Участие в NCAA: 1958, 1973, 1975, 1980, 1981, 1983, 1984, 1985, 1986, 1988*, 1994, 1995, 1996, 1997, 1998, 1999, 2000, 2001, 2002, 2003, 2004, 2007, 2009, 2010, 2015, 2016, 2017, 2019
* Результат отменён NCAA
- Победители турнира конференции: 1931, 1958, 1984, 2004
- Победители регулярного чемпионата конференции: 1932, 1975, 1980, 1995, 2002, 2010